# Чернопятнистый тритон
Чернопятнистый тритон (лат. Notophthalmus meridionalis) — хвостатое земноводное семейства настоящие саламандры, обитающих в восточной части Северной Америки.

## Описание
Длина животных может достигать 11 см. Кожа гладкая, оливкового цвета с многочисленными чёрными пятнами. Брюхо имеет жёлтую окраску.

## Ареал
Данный вид — самый западный из восточноамериканских тритонов. Населяется мексиканские штаты Сан-Луис-Потоси, Тамаулипас, Веракрус, Идальго и Пуэбла. На севере зона распространения вида достигает штата Техас (территорий, находящихся вдоль побережья Мексиканского залива).